# Sébastien Lecornu
Sébastien Lecornu (ur. 11 czerwca 1986 w Eaubonne) – francuski polityk i samorządowiec, w latach 2017–2018 sekretarz stanu, od 2018 do 2020 minister przy ministrze spójności terytorialnej, w latach 2020–2021 minister do spraw terytoriów zamorskich, od 2022 minister obrony.

## Życiorys
Uzyskał magisterium z prawa publicznego na Université Panthéon-Assas. Zaangażował się w działalność polityczną w ramach Unii na rzecz Ruchu Ludowego, przekształconej następnie w partię Republikanie. Był doradcą Bruna Le Maire, gdy ten w latach 2008–2012 pełnił funkcje rządowe. Od 2013 do 2014 zajmował stanowisko sekretarza krajowego UMP. W latach 2014–2015 był merem miejscowości Vernon, później został pierwszym zastępcą mera. W 2015 objął funkcję przewodniczącego rady departamentu Eure, którą pełnił do 2017. Pozostał radnym departamentu, a w 2021 powrócił na funkcję przewodniczącego rady.
W czerwcu 2017 dołączył do drugiego rządu Édouarda Philippe’a jako sekretarz stanu przy ministrze ekologii. W listopadzie 2017 wstąpił do prezydenckiej partii LREM. Podczas rekonstrukcji z października 2018 awansował na stanowisko ministra przy ministrze spójności terytorialnej do spraw wspólnot terytorialnych. W lipcu 2020 został ministrem do spraw terytoriów zamorskich w gabinecie Jeana Castex.
W 2020 uzyskał miejsce we francuskim Senacie. W maju 2022 powołany na urząd ministra obrony w rządzie Élisabeth Borne. Utrzymywał tę funkcję także przy rekonstrukcji gabinetu z lipca 2022 oraz w utworzonym w styczniu 2024 rządzie Gabriela Attala. Urząd ten objął również we wrześniu 2024 w gabinecie Michela Barniera, otrzymując dodatkowo odpowiedzialność za sprawy kombatantów. W grudniu tego samego roku w powołanym wówczas rządzie François Bayrou ponownie powierzono mu funkcję ministra obrony.

## Odznaczenia
- Kawaler Orderu Zasługi Rolniczej (z urzędu, 2012)[15]
- Kawaler Orderu Sztuki i Literatury (2017)[15][16]
- Brązowy Medal Obrony Narodowej z okuciem Gendarmerie Nationale[15]
- Srebrny Medal Ochotniczej Służby Wojskowej[15]
- Médaille d’honneur de l’engagement ultramarin (z urzędu, 2022)[15]
- Wielki Oficer Orderu Cedru (Liban)[15]
- Komandor Orderu Narodowego Lwa (Senegal)[15]
- Komandor Orderu l'Étoile de Mohéli (Komory)[15]
- Medal Zajida II I klasy (Zjednoczone Emiraty Arabskie)[15]
- Order „Za zasługi” II klasy (Ukraina, 2023)[15][17]
- Kawaler Orderu Świętego Karola (Monako, 2023)[15][18]
- Komandor I klasy Orderu Gwiazdy Polarnej (Szwecja, 2024)[15][19]
- Krzyż Komandorski Orderu Zasługi Republiki Federalnej Niemiec (Niemcy, 2024)[15][20]
- Order Honoru (Mołdawia, 2025)[21]
- Komandor 1. Stopnia Orderu Danebroga (Dania, 2025)[22]